# Modulo (elettrotecnica)
In elettrotecnica, un modulo (detto anche gergalmente frutto) è un singolo componente di un impianto elettrico installabile su un apposito telaio ad incasso.

## Diffusione
Il termine si è diffuso dopo la nascita delle prime serie civili modulari. Prima di esse, infatti, i componenti di un impianto elettrico erano prodotti in monoblocchi non smontabili, da sistemare direttamente sulle pareti o all'interno di un quadro o armadietto elettrico, e che in caso di guasti anche parziali dovevano essere sostituiti completamente.

## Componenti modulari più diffusi
I moduli più comuni sono:
- Interruttori
- Deviatori
- Invertitori
- Pulsanti
- Prese di corrente
- Falsi poli o copriforo
- Prese TV o coassiali
- Prese telefoniche RJ11
- Prese Ethernet RJ45
- Ronzatori
- Suonerie (campanelli)
- Spie di segnalazione